# 刺面舟螺
刺面舟螺（学名：Bostrycapulus gravispinosus），是中腹足目舟螺科Bostrycapulus的一种。主要分布于韩国、中国大陆、台湾，常栖息在潮间带岩礁。